# Сфера Блоха
Сфе́ра Бло́ха — способ представления чистых состояний кубита в виде точек на сфере.
Названа в честь немецкого физика Феликса Блоха.

## Описание
Волновая функция {\displaystyle |\mathbf {\psi } \rangle }, описывающая чистое состояние кубита, может быть представлена как суперпозиция двух его базовых состояний {\displaystyle |\mathbf {0} \rangle ={\bigl [}{\begin{smallmatrix}1\\0\end{smallmatrix}}{\bigr ]}} и {\displaystyle |\mathbf {1} \rangle ={\bigl [}{\begin{smallmatrix}0\\1\end{smallmatrix}}{\bigr ]}}:
{\displaystyle |\mathbf {\psi } \rangle =c_{0}|\mathbf {0} \rangle +c_{1}|\mathbf {1} \rangle ,\qquad c_{0},c_{1}\in \mathbb {C} ,\quad |c_{0}|^{2}+|c_{1}|^{2}=1.}
Такое представление состоит из четырёх вещественных параметров.
Однако благодаря ограничениям количество параметров может быть сокращено.
Поскольку коэффициенты {\displaystyle c_{0}} и {\displaystyle c_{1}} — комплексные числа, то их можно представить в полярной системе координат:
{\displaystyle c_{0}=r_{0}e^{i\phi _{0}},\qquad c_{1}=r_{1}e^{i\phi _{1}},}
где {\displaystyle r_{0}} и {\displaystyle r_{1}} — абсолютные величины, а {\displaystyle \phi _{0}} и {\displaystyle \phi _{1}} — углы.
При подстановке полярного представления коэффициентов в исходное выражение для {\displaystyle |\mathbf {\psi } \rangle } получается:
{\displaystyle |\mathbf {\psi } \rangle =r_{0}e^{i\phi _{0}}|\mathbf {0} \rangle +r_{1}e^{i\phi _{1}}|\mathbf {1} \rangle .}
Волновые функции, отличающиеся друг от друга домножением на комплексное число {\displaystyle e^{i\xi },} неотличимы.
Значит, если принять {\displaystyle \xi =-\phi _{0},} то состояние рассматриваемого кубита может быть представлено как
{\displaystyle |\mathbf {\psi } \rangle =e^{-i\phi _{0}}|\mathbf {\psi } \rangle =e^{-i\phi _{0}}\left(r_{0}e^{i\phi _{0}}|\mathbf {0} \rangle +r_{1}e^{i\phi _{1}}|\mathbf {1} \rangle \right)=r_{0}|\mathbf {0} \rangle +r_{1}e^{i(\phi _{1}-\phi _{0})}|\mathbf {1} \rangle .}
Таким образом, количество независимых вещественных параметров, необходимых для описания системы из одного кубита, может быть сокращено до трёх: абсолютных величин {\displaystyle r_{0}} и {\displaystyle r_{1}}, а также разности углов {\displaystyle \phi =\phi _{1}-\phi _{0};\;\phi \in [0,2\pi ).}
Из ограничения {\displaystyle |c_{0}|^{2}+|c_{1}|^{2}=1,} упомянутого выше, следует, что {\displaystyle r_{0}^{2}+r_{1}^{2}=1.} Таким образом, абсолютные величины также можно представить как
{\displaystyle r_{0}=\cos {\tfrac {\theta }{2}},\qquad r_{1}=\sin {\tfrac {\theta }{2}},}
где {\displaystyle \theta \in [0,\pi ]} — некоторый угол.
Таким образом, исходное состояние квантовой системы, состоящей из одного кубита, может быть эквивалентным образом описано с помощью всего лишь двух вещественных параметров — углов {\displaystyle \phi } и {\displaystyle \theta }:
{\displaystyle |\mathbf {\psi } \rangle =\cos {\tfrac {\theta }{2}}|\mathbf {0} \rangle +e^{i\phi }\sin {\tfrac {\theta }{2}}|\mathbf {1} \rangle .}
Поскольку углы {\displaystyle \phi } и {\displaystyle \theta } независимы, то их можно рассматривать как соответственно долготу и широту на некоторой сфере, называемой сферой Блоха (см. иллюстрацию).
Математический аппарат квантовой механики использует для описания физических систем гильбертово, точнее, комплексное проективное гильбертово пространство. Пространство чистых состояний квантовой системы задаётся прямыми гильбертова пространства (или точками проективного гильбертова пространства). В случае двумерного гильбертова пространства это просто комплексная проективная прямая {\displaystyle \mathbb {C} \mathrm {P} ^{1},} которую можно идентифицировать со сферой {\displaystyle \mathbb {S} ^{2}=\mathbb {S} ^{3}/\mathbb {S} ^{1}.}
Сфера Блоха является единичной двумерной сферой, каждая пара диаметрально противоположных точек которой соответствует взаимно ортогональным векторам состояния. Обычно предполагается, что северный и южный полюсы сферы Блоха соответствуют базисным векторам {\displaystyle |0\rangle } и {\displaystyle |1\rangle }, которые в свою очередь могут отвечать, например, двум спиновым состояниям электрона («спин вверх» и «спин вниз»).
Однако подобный выбор точек является произвольным.
Точки на поверхности сферы соответствуют чистым состояниям квантовой системы, в то время как точки внутри сферы представляют смешанные состояния.